# مارتي مكهيل
مارتي مكهيل (بالإنجليزية: Marty McHale) هو لاعب كرة قاعدة أمريكي، ولد في 30 أكتوبر 1886 في ستونهام في الولايات المتحدة، وتوفي في 7 مايو 1979 في هيمبستيد في الولايات المتحدة.

## وصلات خارجية
- مارتي مكهيل على موقعبيزبول رفرنس.كوم (الدوري الرئيسي) (الإنجليزية)
- مارتي مكهيل على موقعبيزبول رفرنس.كوم (الدوري الثانوي) (الإنجليزية)
- مارتي مكهيل على موقع جمعية أبحاث البيسبول الأمريكية (الإنجليزية)